# اوزور-ان-تورن
اوزور-ان-تورن (به فرانسوی: Auzouer-en-Touraine) یک کمون در فرانسه است که در اندر-ا-لوآر واقع شده‌است. اوزور-ان-تورن ۳۴٫۰۵ کیلومتر مربع مساحت دارد.